# Крюков, Валериан Степанович
Валериан Степанович Крюков (1838, Рославль, Смоленская губерния — 28 декабря 1915) — русский художник, живописец.

## Биография
Родился в 1838 году в г. Рославле в мещанской семье.
С 1854 по 1869 год был вольноприходящим учеником Академии художеств. За годы учебы неоднократно получал медали: в 1862 г. — 2-ю серебряную; в 1863 г. — 2-ю серебряную; в 1865 г. — две 1-е серебряные; в 1866 г. — 1-ю серебряную. В 1867 году за композицию «Смерть Олега» был награжден золотой академической медалью. В 1869 году закончил Академию со званием классного художника 2-й степени, а в 1880 году за портрет Н. Мельникова получил звание классного художника 1-й степени.
С 1860 года Крюков принимал участие в академических выставках, показывал портреты и иллюстрации к произведениям русских писателей и поэтов и к детской литературе, рисунки на библейские сюжеты, писал иконы. Делал росписи храмов, например, смоленский женский Воскресенский монастырь, в котором под его руководством была открыта школа живописи.

Наиболее известные светские работы В. Крюкова — портрет Ольги Кузьминичны Печковской, смоленской помещицы, и портрет археолога Ботта.

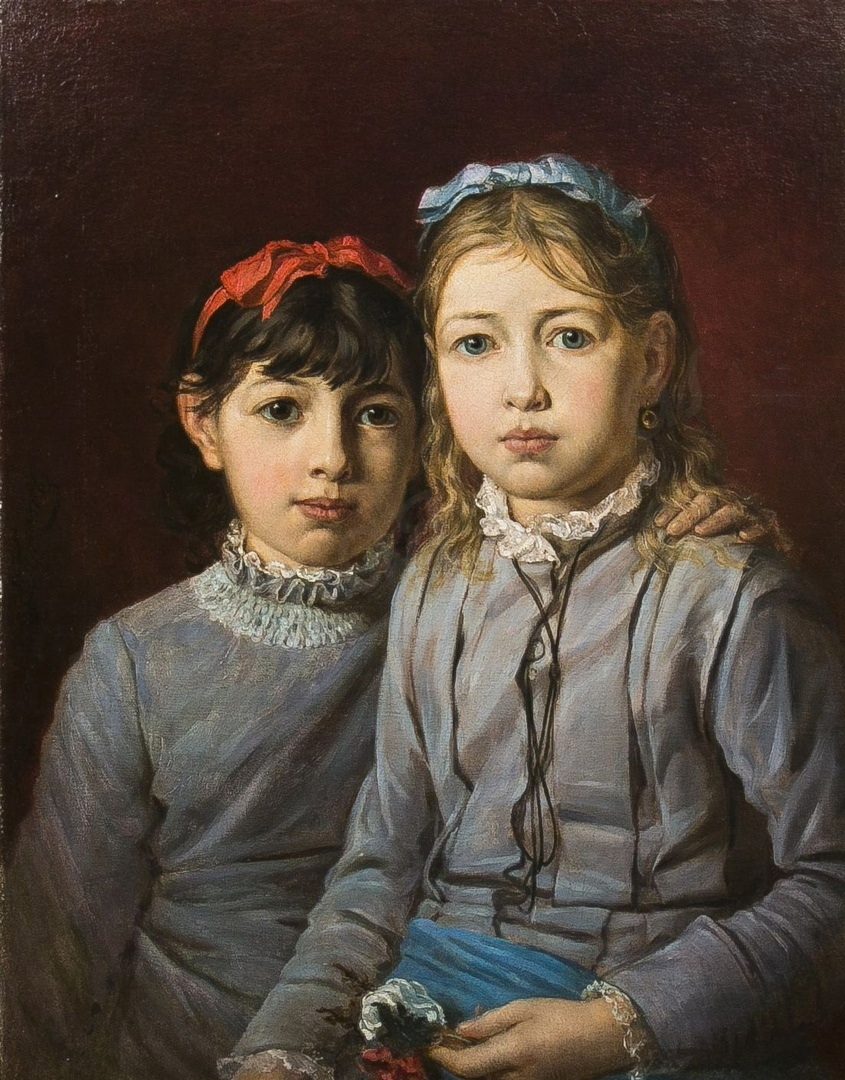
"Две сестры" В.С. Крюкова
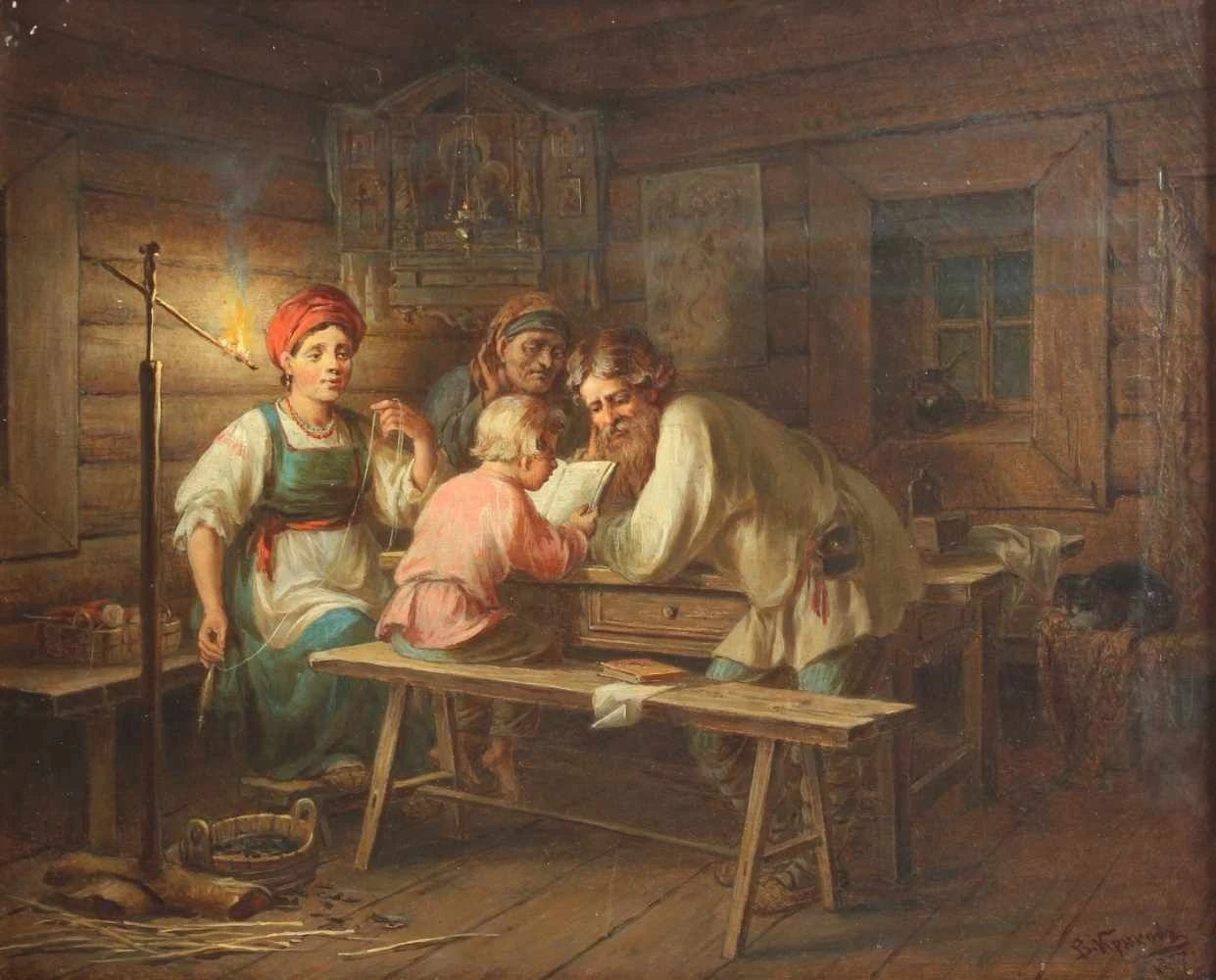
Русская крестьянская семья на картине В.С. Крюкова

Религиозные темы становятся главными в его творчестве. Серия эстампов «Картины для наглядного преподавания священной истории Ветхого и Нового Завета», собранных в одну книгу, издававшуюся не менее 5 раз, и работы для издания книги «Картины для начального курса Закона Божия», опубликованной в 1888 г., хранятся в Санкт-Петербургской Публичной библиотеке имени М.Е. Салтыкова-Щедрина, отдельные и очень редкие литографии есть и в частных коллекциях.

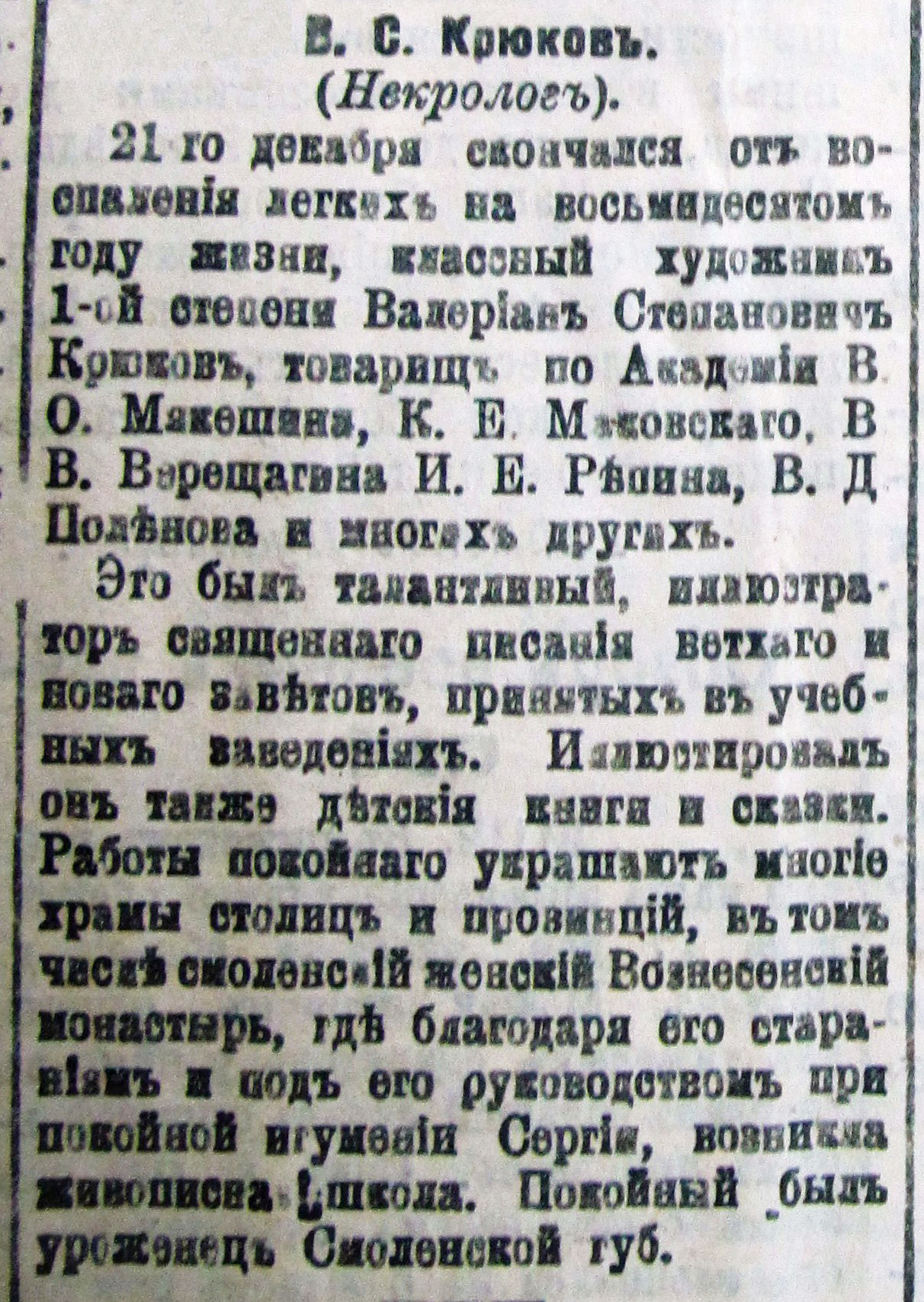
Некролог В.С. Крюкова

Погиб 28 декабря 1915 года от воспаления лёгких, о чём было напечатано в газетном некрологе.

## Воспоминания
О Крюкове сохранилась память на страницах книги народовольца И.И. Попова «Минувшее и пережитое. Из воспоминаний» 1933 года издания. В годы учебы Попов был дружен с племянником Крюкова, неоднократно бывал у него в доме и даже служил художнику моделью для нескольких работ. Среди людей, бывавших в доме Крюкова и бывших с хозяином в дружеских отношениях, мемуарист упоминает М. Микешина, И. Шишкина, И. Крамского, В. Верещагина.
В. С. Крюков, очень экспансивный человек, большой патриот, обыкновенно очень горячился. <...> В. С. Крюков, желая смягчить впечатление от русских неудач на войне, а также возражая против указаний на российское неустройство, репрессии и т. и., обыкновенно ссылался на пример Германии, где преследовали социалистов :
—  Вот вам и парламентская страна... а что там делает Бисмарк?
—  Иу, ты, Валерьян, оставь свою брехню! Сядешь в лужу...—обыкновенно обрывал Крюкова И. Н. Бочаров.

«Минувшее и пережитое. Из воспоминаний» И.И. Попов